# Sciences d'aujourd'hui
Sciences d'aujourd'hui, les Cahiers de la collection sciences d'aujourd'hui et Les savants et le monde  constituent une collection de livres de vulgarisation scientifique parus aux Éditions Albin Michel à partir de 1937.

## Sciences d'aujourd'hui[1]
André George en a été le premier directeur, jusqu'à sa mort en 1978. Sur la quatrième de couverture du premier livre de la collection, il la présente comme « une collection d'humanisme scientifique ». Les thèmes les plus fréquemment abordés sont la physique et la biologie, mais d'autres sujets, tels l'astronomie, la géologie, la sociologie ou l'archéologie, feront l'objet de publications.
Le premier livre est de Louis de Broglie, prix Nobel de physique en 1929. Il publiera sept ouvrages dans la collection.
Six autres prix Nobel font également partie de la liste des auteurs, un en chimie (Irving Langmuir en 1932), un en physiologie ou médecine (Karl von Frish en 1973) et quatre en physique : Werner Heisenberg (1932), Wolfgang Pauli (1945), Murray Gell-Mann (1969), et Sheldon Glashow (1979).
En 1979, Yves Christen succède à André George à la tête de la collection. À partir de 1985, Michel Cazenave en prend à son tour la direction.

## Cahiers de la collection sciences d'aujourd'hui
De 1947 à 1959, parallèlement à la collection Sciences d'aujourd'hui, et toujours sous la direction d'André George, paraissent les Cahiers de la collection sciences d'aujourd'hui.

## Les savants et le monde
Entre 1949 et 1972, Albin Michel confie à André George la direction de sa troisième collection scientifique : Les savants et le monde.
Sa spécificité, par rapport aux deux autres collections, est d'aborder la science de manière moins technique, à travers la vie des savants et leur regard sur le monde qui les entoure. Sur les quinze titres de la collection, six sont écrits par des prix Nobel : deux par Louis de Broglie, un par Max Planck, deux par Werner Heisenberg, déjà cités plus haut, et un ouvrage écrit par Selman Waksman, prix Nobel de physiologie ou médecine de 1952. Deux autres ont pour sujet des prix Nobel, en l'occurrence Albert Einstein, Prix Nobel de physique en 1921, et Louis de Broglie.